# اولاد تیلکر
اولاد تیلکر (آلمانی: Ewald Tilker; ۳ نوامبر ۱۹۱۱ – ۸ سپتامبر ۱۹۹۸) قایقران کانو اهل آلمان بود.